# Per7ume (álbum)
Per7ume (deve-se ler "Perfume")  é o álbum de estreia da banda portuguesa homónima Per7ume. Foi lançado em 2008 pela editoras Chiado Records e Vidisco.  
Contém dez faixas e foi produzido por  Vítor Silva. A faixa mais popular e tocada pelas várias estações de rádio portuguesas foi "Intervalo" que tem a participação especial de Rui Veloso e  deu origem ao primeiro single da banda. Foi reeditado no ano seguinte (2009) tendo sido acompanhado com um DVD.

## Faixas
As 10 faixas deste álbum são as seguintes. 
1. Sinal amarelo
2. Azul
3. Ente
4. Intervalo (participação especial de Rui Veloso
5. Especial de corrida
6. Estrela da) Má Sorte
7. Novo
8. Dias de hoje
9. Molde K
10. Perfume

## Pessoal

### Membros da banda
- A.J. "Tozé" Santos (voz e guitarras)
- José Meireles (guitarras)
- Bruno Oliveira (bateria)
- Elísio Donas (teclados)
- Vítor Reis (baixo)

### Mistura e masterização
- Vítor Silva

### Produção
- Vítor Silva (produção)
- Paulo Franco (coordenação)

### Outros
- Nelson Reis (design)
- Jorge Oliveira (fotografia)
- Nelson Reis (logo)
- Jorge Oliveira (fotos)

### Informação complementar
Todas os temas têm letra de A.J. "Tozé" Santos e arranjos de José Meireles/Per7ume, exceto o tema "Per7ume" que tem letra de Viviane e música de Viviane/Tó Viegas e arranjos de Per7ume
Gravado entre julho de 2007 e janeiro de 2008 por Vítor Silva.